# Nål (plantedel)
 Denne artikel omhandler nåle på planter. Opslagsordet har også en anden betydning, se Nål.
En nål er et specialiseret blad. Det er især blandt de nøgenfrøede planter, at denne type er udviklet. Den er en tilpasning til kolde og tørre forhold, som har gjort det fordelagtigt at rulle bladrandede stramt nedad-indad mod undersiden, sådan at fordampningstabet fra spalteåbningerne er nedbragt til et nødvendigt minimum. Forskerne er sikre på, at nåletræernes fordel skyldes det forhold, at deres nåle tillader en svag fotosyntese i de få timer af en vinterdag, hvor den enkelte nål er varmere end ca. +5 °C. Man har sammenlignet fænomenet med værdien af at holde et batteri fuldt opladet i stedet for at skulle oplade det fra bunden.
Der er også dækfrøede planter og karsporeplanter som har nåleformede blade. Som eksempler kan nævnes:
- Hedelyng (Calluna vulgaris)
- Femradet Ulvefod (Lycopodium annotinum)
- Syl-Firling (Sagina subulata)